# Троицкое (Калмыкия)
Тро́ицкое (калм. Булһун (селән)) — село в Калмыкии, административный центр Целинного района, Троицкого сельского муниципального образования. Село расположено в долине реки Булгун, в 14 км к северу от города Элиста.
Население — 12 964 человек (2021)
Основано как село Булгун-Сала в 1862 году.

## История

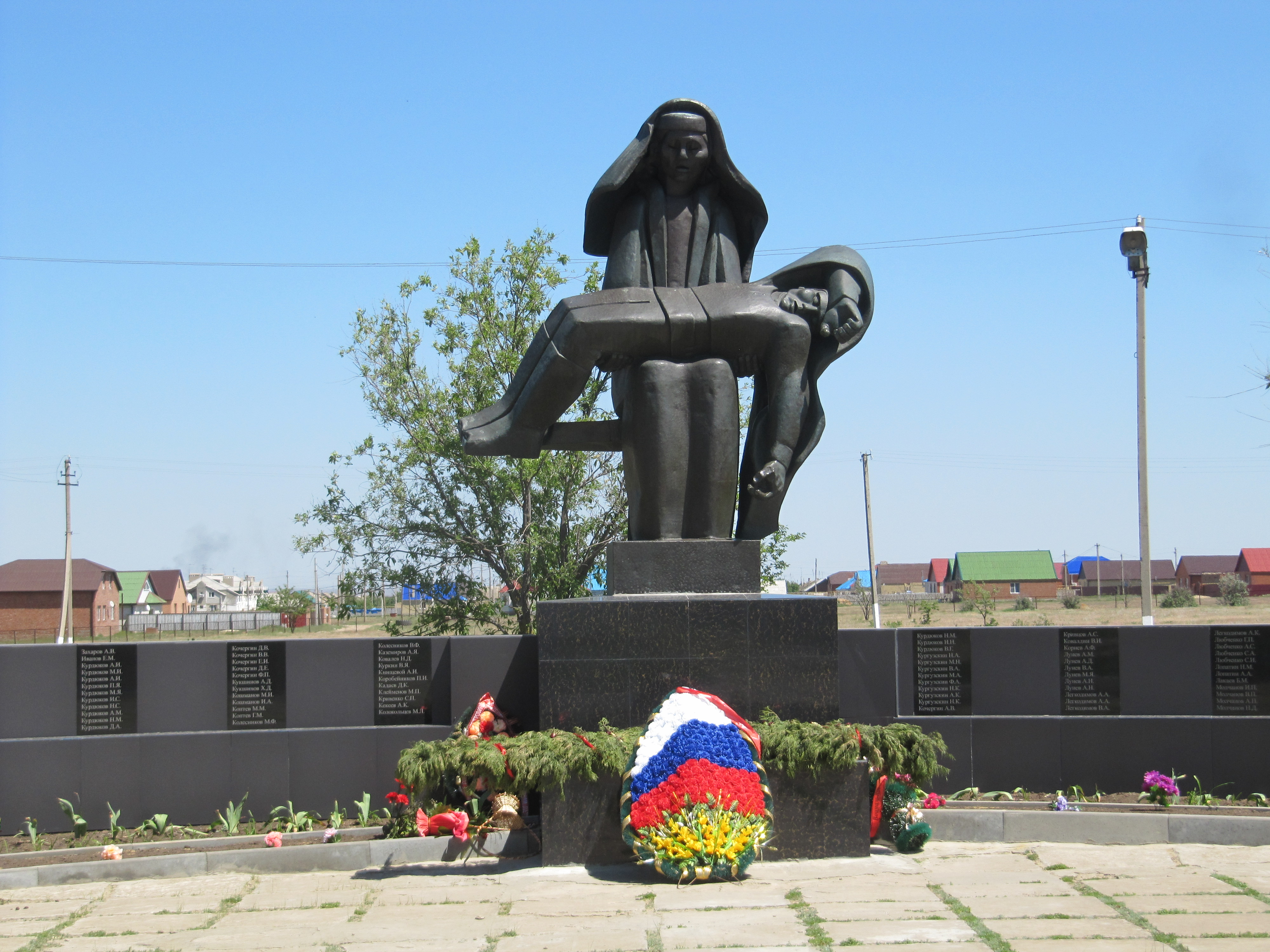
Мемориал погибшим в годы ВОВ

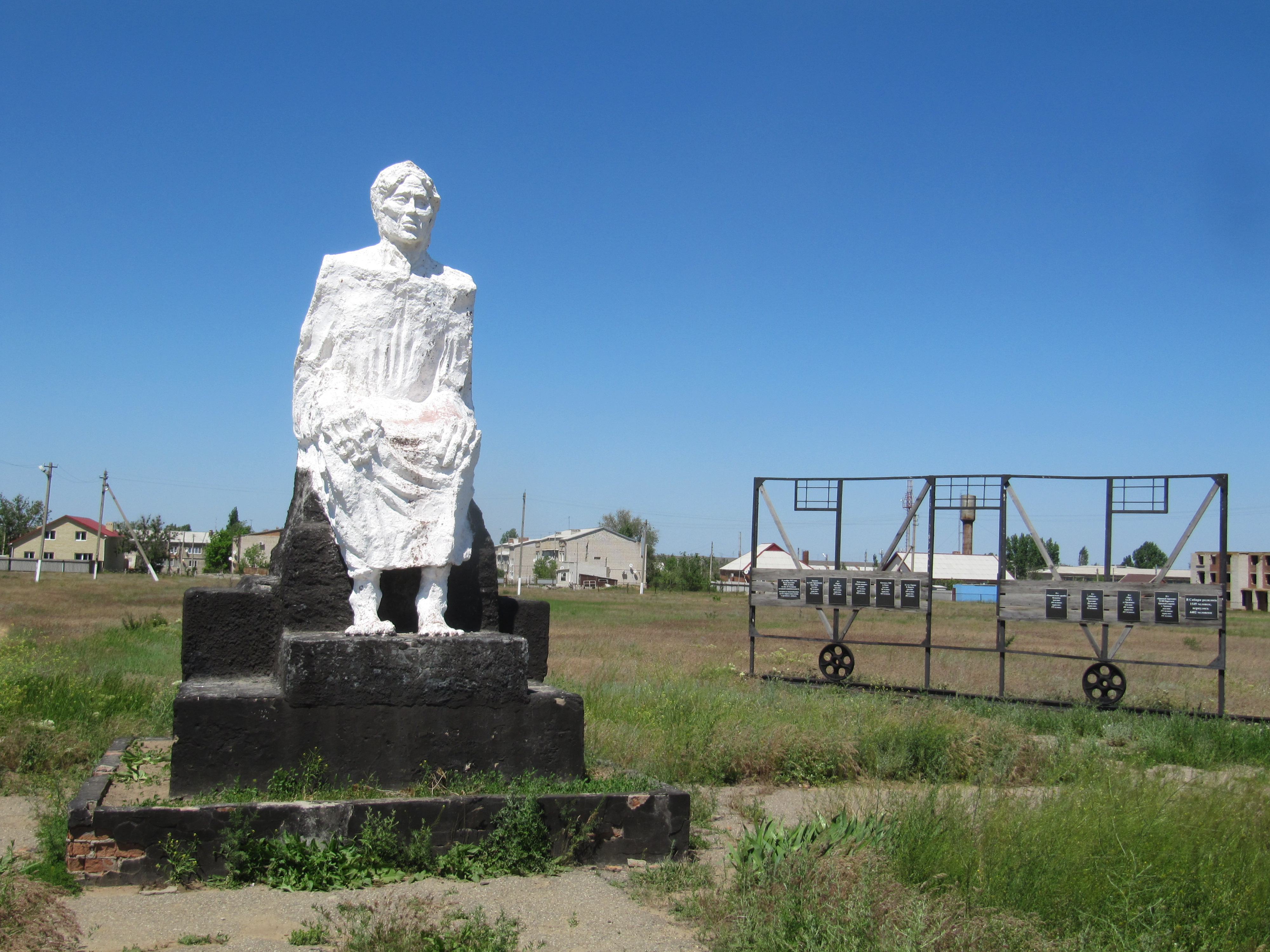
Мемориал жертвам депортации калмыков

Село основано в 1862 году в месте выхода родников в урочище Булгун-сала, которое в XIX веке было местом постоянной зимней стоянки Большого хурула Богдо Далай-ламин «Раши Лхунбо».
Первыми поселенцами села стали выходцы из Воронежской губернии.
Основание села связано с политикой заселения калмыцких степей и привлечения к оседлому образу жизни местного кочевого населения. Ещё указ 30 декабря 1846 года О заселении дорог на калмыцких землях Астраханской губернии предусматривал заселение главных дорог, идущих через калмыцкие степи по трактам: на поперечной дороге по направлению к землям Войска Донского, караванным из Астрахани к Ставрополю и на Кавказ. Кумо-Манычская экспедиция начала 1860-х годов наметила 7 пунктов по Крымскому тракту, который связывал Астрахань с Новочеркасском и Ростовом, в каждом из которых предполагалось поселить в каждом по 10—15 дворов.
В селе действовала церковь, привезенная из с. Троицкого Черноярского уезда Воронежской губернии. Церковь стояла на месте современного районного дома культуры.
В 1878 году в селе Булгун-сала была открыта церковно-приходская школа. После революции школа была отделена от церкви и стала начальной.
Согласно всероссийской переписи 1897 года наличное население села Болгун-Сала Элистинской волости Черноярского уезда Астраханской губернии составило 955 человек, постоянное 933. В 1905 году в селе имелось 87 двора, проживало 958 жителей обоего пола.
Согласно сведениям, содержащимся в Памятной книжке Астраханской губернии на 1914 год в селе Троицком (Булгун-Сала) имелось 138 дворов, проживало 548 души мужского и 541 женского пола.
В 1920 году село было включено в состав Калмыцкой АО. В 1938 году в селе была открыта средняя школа.
Точная дата окончательного закрепления названия село Троицкое неустановлена. На административной карте Калмыцкой автономной области 1928 года село обозначено как посёлок Булгун-Сала. Однако при образовании в 1938 году Троицкого улуса село официально уже называлось Троицким.
В годы Великой Отечественной войны село было кратковременно оккупировано. 28 декабря 1943 года калмыцкое население села было депортировано. Село, как и другие населённые пункты Троицкого улуса было передано в состав Астраханской области, в 1952 году — в состав Ставропольского края (передано в состав вновь образованной Калмыцкой автономной области в 1957 году). 16 сентября 1958 года Троицкое стало центром Целинного района.
В 1959 году к югу от микрорайона БАМ был заложен сельский парк, его площадь составляет 18 792 метра². В 1965 году открыто здание районного дома культуры. В 1982 году открыта Троицкая средняя школа № 2 (с 2002 года — Троицкая гимназия имени Б. Б. Городовикова).

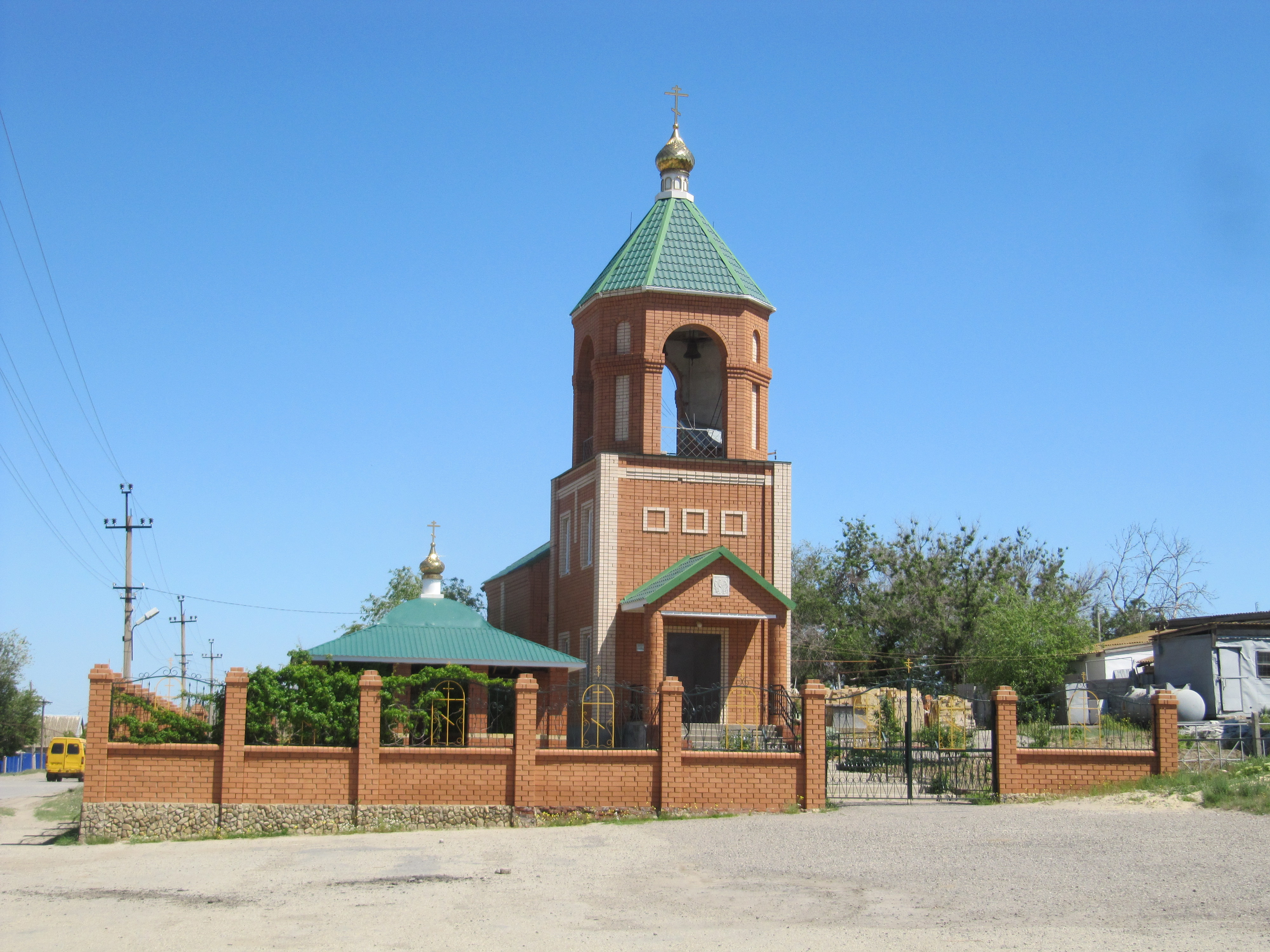
Храм Живоначальной Троицы

В 1995 году в селе Троицком собранием верующих было решено возродить церковь. Храм был открыт 7 апреля 1995 года. Под храм администрацией Целинного района было передано здание бывшего магазина «Ветеран». Постепенно была приобретена необходимая утварь для совершения Богослужений. В 1996 году было начато строительство алтаря. В октябре 2002 года была возведена колокольня. Стройка велась на пожертвования прихожан .

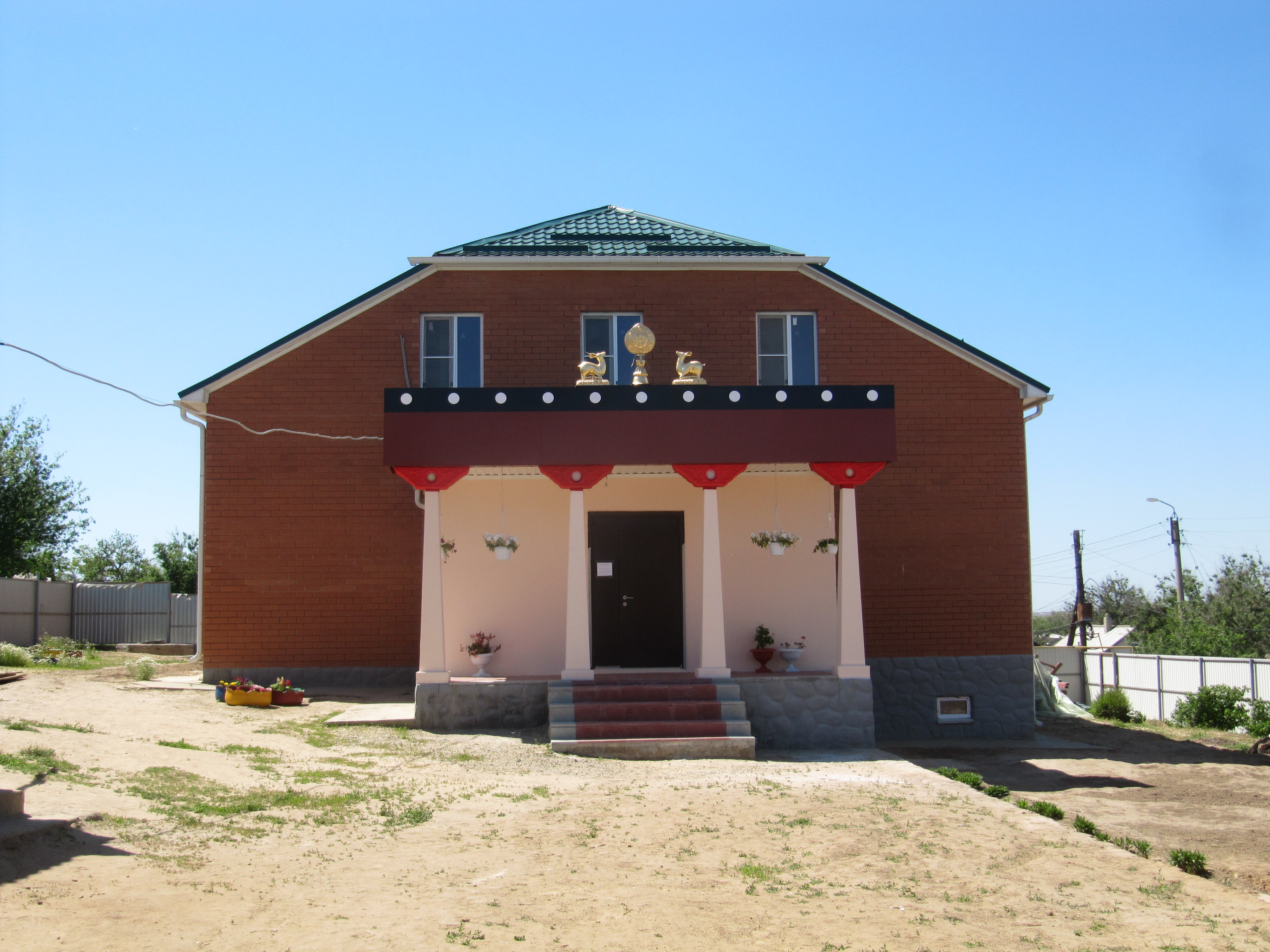
Старый хурул

С середины 1990-х годов приспособленном помещении действует хурул. В 2015 году был построен новый хурул Оргьен Саннгаг Чолинг.

## Физико-географическая характеристика
Село расположено в пределах Ергенинской возвышенности, являющейся частью Восточно-Европейской равнины, на берегах реки Булгун. Средняя высота над уровнем моря — 101 м. В окрестностях села распространены светло-каштановые солонцеватые и солончаковые почвы и солонцы.
Река Булгун разделяет село на две неравные части. Большая часть села расположена на правом берегу реки Булгун. Правобережная часть села занимает не только левый склон балки Булгун, но и обширное пространство между долиной реки Булгун и балкой Салына. Как правобережную, так и левобережную части села пронизывают овраги и балки второго порядка, отходящие от балки Булгун. В границах села имеются выходы на поверхность подземных вод, имеются два пруда.

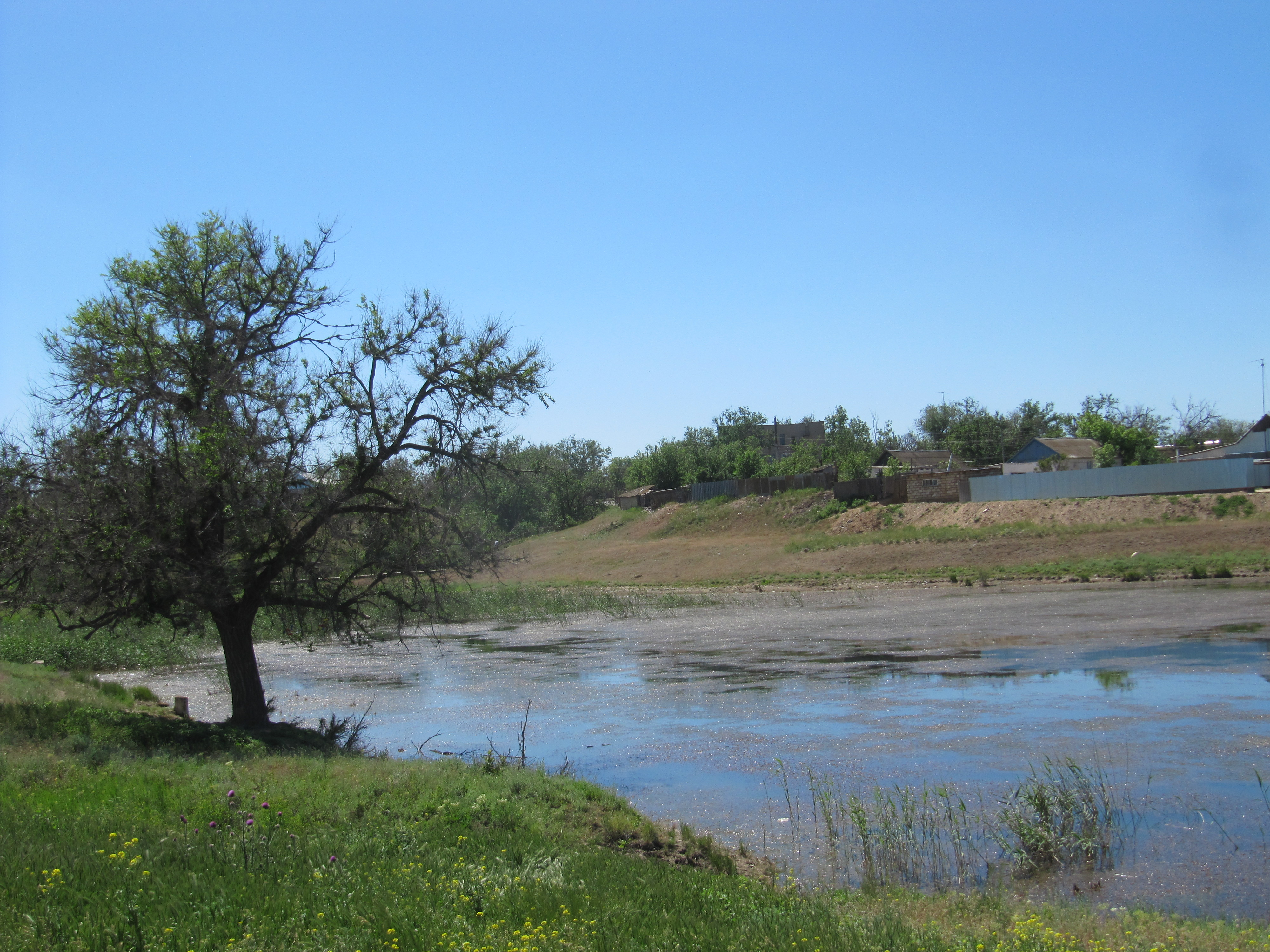
Пруд в селе Троицкое, Калмыкия

По автомобильной дороге расстояние до столицы Калмыкии города Элиста составляет 14 км (до центра города). Село пересекает федеральная автодорога Волгоград — Элиста Р22.
Климат
Согласно классификации климатов Кёппена-Гейгера тип климата — влажный континентальный с умеренно холодной зимой и жарким летом. Среднегодовая температура воздуха — 9,6 °C, количество осадков — 338 мм. Самый засушливый месяц — февраль с нормой осадков всего в 18 мм. Самый влажный — июнь (47 мм).
| Показатель                    | Янв. | Фев. | Март | Апр. | Май  | Июнь | Июль | Авг. | Сен. | Окт. | Нояб. | Дек.  | Год  |
| ----------------------------- | ---- | ---- | ---- | ---- | ---- | ---- | ---- | ---- | ---- | ---- | ----- | ----- | ---- |
| Средний суточный максимум, °C | −2,7 | −2   | 4,2  | 16,3 | 23,8 | 28,4 | 30,9 | 29,8 | 23,4 | 14,2 | 5,9   | −5,4  | 14,4 |
| Средняя температура, °C       | −5,6 | −5,3 | 0,5  | 10,6 | 17,5 | 22,1 | 24,5 | 23,4 | 17,5 | 9,4  | 2,8   | −8    | 9,6  |
| Средний суточный минимум, °C  | −8,5 | −8,5 | −3,2 | 4,9  | 11,2 | 15,8 | 20,2 | 17,0 | 11,6 | 4,7  | −0,2  | −18,4 | 4,2  |
| Норма осадков, мм             | 25   | 18   | 18   | 23   | 35   | 47   | 36   | 30   | 26   | 23   | 28    | 29    | 338  |
| Источник:                     |      |      |      |      |      |      |      |      |      |      |       |       |      |

Часовой пояс
Село Троицкое, как и вся Республика Калмыкия, находится в часовой зоне МСК (московское время). Смещение применяемого времени относительно UTC составляет +3:00. Время в Троицком соответствует географическому астрономическому времени: истинный полдень - 11:57:52

## Население
Динамика численности населения по годам:
| 1897 | 1900 | 1905 | 1908 | 1914 |
| ---- | ---- | ---- | ---- | ---- |
| 955  | 871  | 958  | 1159 | 1089 |

| 1939    | 1959    | 1970    | 1979    | 1989    | 2002    | 2010    |
| ------- | ------- | ------- | ------- | ------- | ------- | ------- |
| 1981    | ↗2450   | ↗5362   | ↗6469   | ↗8717   | ↗10 298 | ↗11 943 |
| 2011    | 2012    | 2013    | 2014    | 2015    | 2016    | 2017    |
| ↗11 954 | ↗12 192 | ↗12 309 | ↗12 415 | ↗12 460 | ↘12 431 | ↗12 542 |
| 2018    | 2019    | 2020    | 2021    |         |         |         |
| ↘12 440 | ↗12 605 | ↗12 785 | ↗12 964 |         |         |         |

Село Троицкое является 3-м по численности населения населённым пунктом Калмыкии, крупнейшим сельским населённым пунктом Республики. По состоянию на 01.10.2011 года численность постоянно проживающего населения составила 12 604 человека, в том числе в возрасте: моложе трудоспособного — 2700 чел., трудоспособного — 7558 чел., старше трудоспособного — 2346 чел.
Национальный состав
| Народ                                                                    | 1939 год тыс. чел. | 2002 год тыс. чел | 2010 год тыс. чел. |
| Калмыки                                                                  | 13,8 % (273)       | 56 %              | 63,8 % (7 618)     |
| Русские                                                                  | 84,2 % (1 668)     | 38 %              | 31,3 % (3 740)     |
| Даргинцы                                                                 | …                  | …                 | 0,6 %              |
| Украинцы                                                                 | 0,9 %              | …                 | 0,5 %              |
| Показаны народы c численностью более 50 человек по состоянию на 2010 год |                    |                   |                    |

В селе проживают представители более 20 национальностей: калмыков — 7758 чел. (61,6 %), русских — 3358 чел. (26,6 %), даргинцев — 70 чел. (0,5 %), украинцев — 66 чел. (0,5 %), чеченцев — 52 чел. (0,4 %), армян — 36 чел. (0,3 %), аварцев — 32 чел. (0,25 %), казахов — 34 чел. (0,27 %), татар — 27 чел. (0,2 %) и прочих национальностей (азербайджанцы, башкиры, белорусы, грузины, киргизы, корейцы, лезгины, узбеки) — 1171 чел. (9,38 %).

## Экономика
В селе сосредоточены промышленные предприятия Целинного района: ООО ТПП «Кооператор», (индивидуальный предприниматель Мицкявичене В. Л.) — производство хлеба и хлебобулочных изделий, ООО «Консервпищепром» — производство мясных и овощных консервов, Троицкий колбасный цех (индивидуальный предприниматель Карпенко З. Н.) — производство колбасных изделий и мясных полуфабрикатов, ООО «Целинная типография» — производство бланочной продукции. Так же подсобным промышленным производством занимаются МУП ТСО РК «Коммунальник» — производство и распределение воды (теплоэнергия), ОАО «Севкавдорстрой — СУ-959» — производство асфальтощебеночной продукции.

## Социальная инфраструктура
На территории села функционируют:
- 4 средние школы

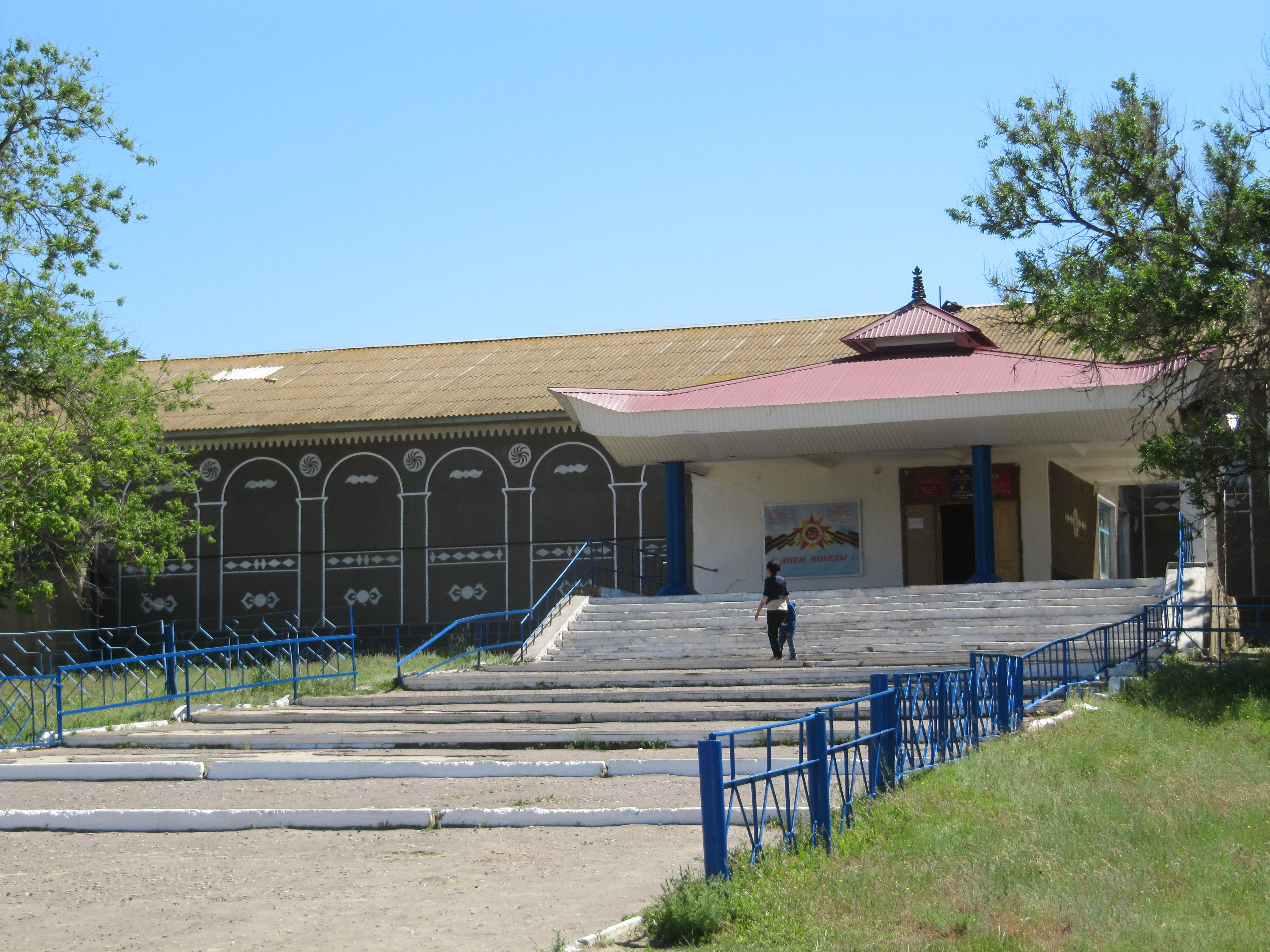
Сельский дом культуры и библиотека

- 4 детских дошкольных учреждения «Харада» и «Золотой ключик»
- поликлиника на 300 посещений в смену, стационар на 58 круглосуточных коек, дневной стационар — на 12 коек, дневной стационар при поликлинике- на 9 коек.
- отделение скорой помощи;
- сельский дом культуры, детская школа искусств, центральная районная библиотека,

## Религия
Буддизм
- Старый хурул
- Хурул «Оргьен Сангак Чойлинг» («Обитель тайной мантры»).

Русская православная церковь
- Церковь Живоначальной Троицы

## Достопримечательности
- Монумент жертвам депортации калмыков.
- Статуя Белого Старца в сельском парке.

## Известные жители и уроженцы
- Леонид Ковальевич Санжинов — заслуженный учитель школы РСФСР, преподавал в троицкой средней школе с 1933 по 1943 гг.
- Бахмутский Николай Георгиевич — доктор медицинских наук, профессор КубГМУ, учился в средней школе с 1954 по 1966 гг., окончил школу с серебряной медалью.